# Pi5 Orionis
Pi5 Orionis, eller 8 Orionis är en av stjärnorna som bildar asterismen Orions sköld, i stjärnbilden Orion.  Den är en spektroskopisk dubbelstjärna och en ellipsoidisk variabel (ELL) som varierar i magnituden 3,66-3,73. Variabeln har en period av 3,700363 dygn. Pi5 Ori är en blåvit stjärna av spektraltyp B3III, 1342 ljusår från jorden. Den bildar en visuell dubbelstjärna med 5 Orionis.